# Station Marie-Curie
La station Marie-Curie est une future station du Réseau express métropolitain située à Montréal dans l'arrondissement de Saint-Laurent.